# MIND U
Mind U（韓語:마인드유，前身為Acourve（어쿠루브））是由Bridge Media於2013年成立的韓國二人男子組合，成員為Jaehee（재희）和Godak（고닥），於2013年10月25日首次亮相，並發行了“ 하고 싶은 말”。2017年4月27日，在STARSHIP娛樂的支持下，以“ Loved U”再次亮相。